# Onkologia ginekologiczna
Onkologia ginekologiczna – jedna z gałęzi onkologii, zajmująca się nowotworami, powstałymi w obrębie żeńskiego układu rozrodczego, szczególnie zaś występującym najczęściej - rakiem jajnika.

## Lista schorzeń obejmujących przedmiot badań onkologii ginekologicznej
- rak jajnika;
- rak szyjki macicy;
- nowotwór endometrium;
- zespół Lyncha;
- zespół Turcota;
- guz Wilmsa;
- choroby nowotworowe gruczołów mlekowych;
- rak jajowodu;
- nowotwory pochwy;

Źródła:

## Metody leczenia
Najczęstszymi metodami leczenia schorzeń z zakresu onkologii ginekologicznej są operacje chirurgiczne i chemioterapia. Po zabiegach często podaje się suplementację hormonalną (np. po histerektomii).